# Resident Evil (film)
Resident Evil: Domena zła – brytyjsko-niemiecki film z gatunku science fiction, z domieszką horroru oraz filmu akcji, powstały na motywach japońskiej gry komputerowej pod tym samym tytułem (wydanej w Japonii jako Biohazard). Powstało 6 części filmu.

## Fabuła
Na początku XXI wieku Umbrella Corporation stała się jedną z największych firm zaopatrujących amerykańskie domy. Jej produkty znajdowały się w dziewięćdziesięciu procentach amerykańskich domostw. Firma czerpie zyski także z podziemnych prac nad pewnym wirusem. Któregoś dnia w siedzibie firmy dochodzi do tragedii – wirus rozprzestrzenił się poprzez wentylację, zarażając pracowników firmy. Kilka godzin po całym zajściu do siedziby korporacji udaje się specjalnie przeszkolona grupa komandosów, aby wyjaśnić, co wydarzyło się w podziemiach. Nie wiedzą, że będzie to dla nich trudna wyprawa, podczas której dowiedzą się nie tylko przyczyn tragedii, ale także tego, kim w rzeczywistości są ich towarzysze oraz oni sami.

## Twórcy
- Scenariusz i reżyseria: Paul W.S. Anderson
- Zdjęcia: David Johnson
- Scenografia i kostiumy: Richard Bridgland
- Efekty specjalne: Richard Yuricich
- Montaż: Alexander Berner
- Muzyka: Marco Beltrami, Marilyn Manson, Slipknot

## Obsada
- Milla Jovovich – Alice
- Michelle Rodriguez – Rain Ocampo
- Eric Mabius – Matt
- James Purefoy – Spence
- Martin Crewes – Kaplan
- Colin Salmon – One

## Kontynuacja
Resident Evil zadebiutował na ekranach kin w roku 2002 i okazał się sukcesem – jego budżet był stosunkowo niewielki, zaś zyski kilkakrotnie go przerosły. W roku 2004 do kin wszedł sequel, zatytułowany Resident Evil 2: Apokalipsa (Resident Evil: Apocalypse). W roku 2007 do kin wszedł kolejny sequel zatytułowany Resident Evil 3: Zagłada (Resident Evil: Extinction). We wrześniu 2010 roku premierę miała czwarta część filmu zatytułowana Resident Evil: Afterlife. Natomiast we wrześniu 2012 ukazała się kolejna część pod tytułem Resident Evil: Retrybucja. Pod koniec 2016 roku w Japonii swoją premierę miała kolejna część pod tytułem Resident Evil: Ostatni rozdział.